# Sovereign of the Seas (Schiff, 1638)
Die Sovereign of the Seas lief als erstes 100-Kanonen-Kriegsschiff der Welt unter König Karl I. von England im Oktober 1637 in Woolwich vom Stapel. Das bis dahin größte und schwerste Schiff der Geschichte war auch das erste Schiff mit drei stufenlos durchgehenden Decks. Konstruiert wurde es vom Schiffbaumeister Phineas Pett, der bereits für Jakob I. von England 1610 das bis dahin größte Schiff, die Prince Royal mit 55 Kanonen, gebaut hatte. Karl I. musste zur Finanzierung des neuen Schiffes eine neue, unbeliebte Schiffssteuer einführen.

## Merkmale

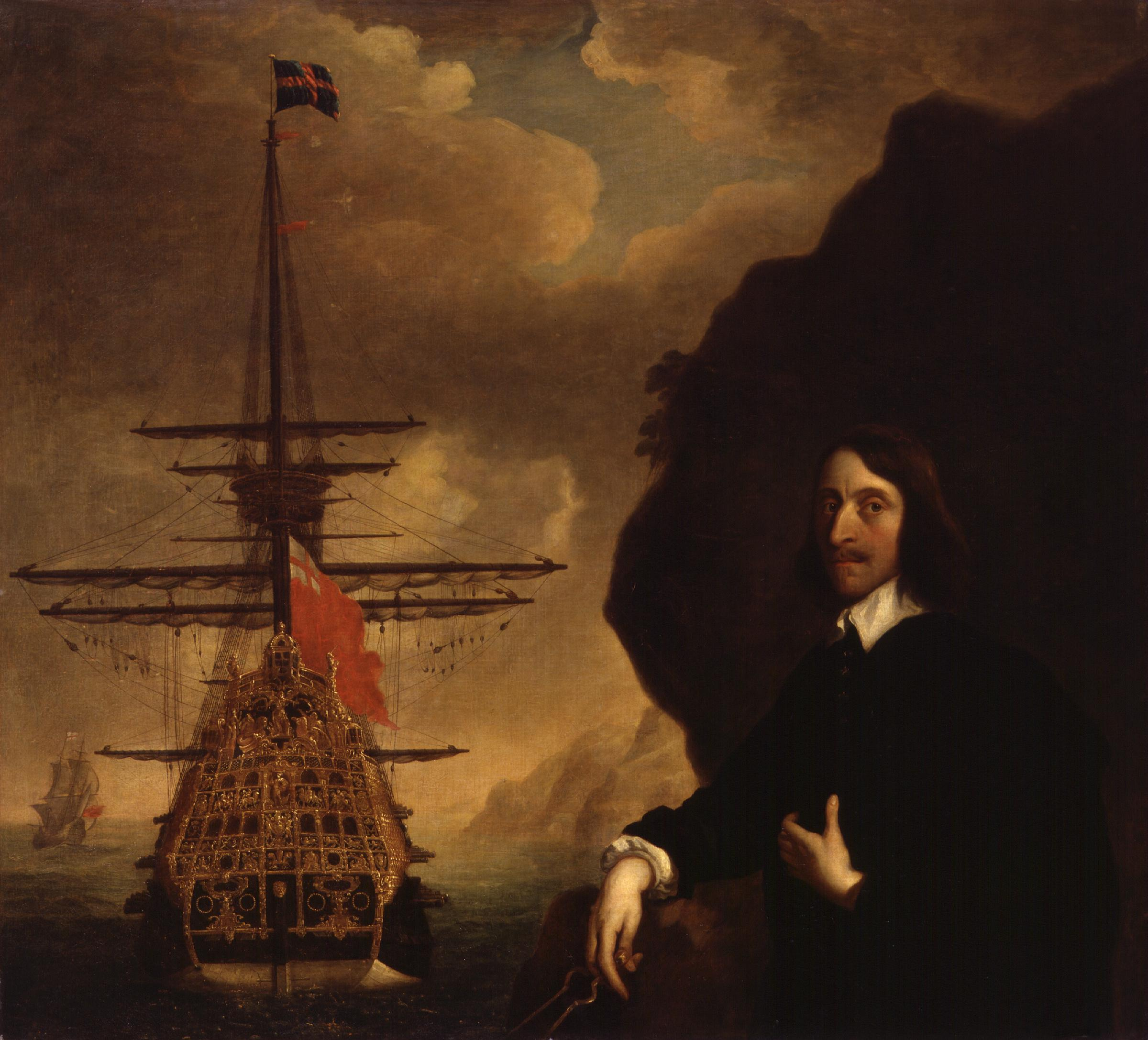
Die Sovereign of the Seas und ihr Erbauer Peter Pett

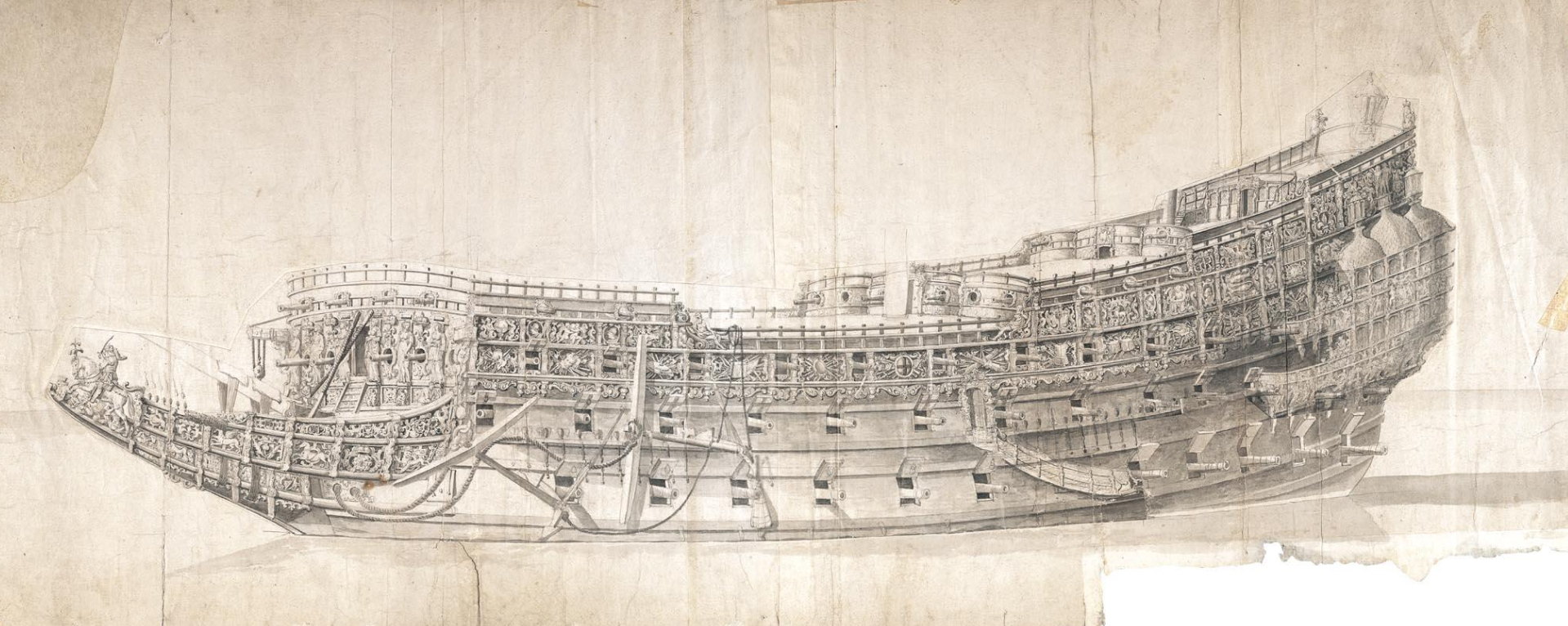
Die so genannte Morgan-Zeichnung von Willem van de Velde der Jüngere

Der Anstoß zum Bau des bis dato größten Kriegsschiffs soll von König Karl I. selbst ausgegangen sein. Anlässlich einer Werftbesichtigung in Woolwich im Juni 1634 soll er gegenüber Phineas Pett (I) erstmals seine Absichten geäußert haben. Phineas Pett wurde mit dem Entwurf beauftragt, die Bauausführung oblag seinem Sohn Peter Pett. Das vor der Sovereign größte königliche Schiff war die Prince Royal gewesen, die jedoch noch keine glatten, durchgehenden Decks besaß, sondern im Achterteil des Rumpfes, durch dessen Verlauf bedingt, abgestufte Decks. Die drei Geschützdecks der Sovereign waren nicht nur durchgehend, sondern auch vollständig bestückt, so dass auf dem Schiff insgesamt 102 Kanonen aufgestellt werden konnten. Eine weitere Veränderung gegenüber der Prince Royal war bei der Sovereign das gerundete Heck des Unterwasserrumpfes. Wie alle Schiffe dieser Zeit hatte die Prince Royal ein Plattgatt besessen.
Auf Grund seiner Neuerungen und der prachtvollen barocken Dekoration war es eines der außergewöhnlichsten Kriegsschiffe seiner Zeit. Der Schiffsrumpf war mit über 1000 blattvergoldeten Allegorien verziert, die zur Verherrlichung von Charles I. dienten. Es führte als erstes Segelschiff Royalsegel über den Bramsegeln. Die Sovereign wurde zum Vorbild für alle späteren Dreidecker, wurde aber anscheinend erst nach einigen Veränderungen brauchbar.

## Erster Umbau
1651 wurde das Schiff zurück in die Werft gebracht, um seine Stabilität zu verbessern. Es wurden die über die Back, die Kuhl und das Achterdeck angebrachten Grätingdecks, die im Gefecht die Geschützmannschaft vor herabfallenden Teilen der Takelage schützen sollten, entfernt. Dadurch verlagerte man den Schwerpunkt weiter nach unten, wodurch das Schiff wesentlich stabiler wurde. Es kann aufgrund dessen jedoch nicht als Zweidecker bezeichnet werden, da kein Batteriedeck entfernt wurde. Eine weitere Verbesserung war die Kürzung des langen Galions und ein steilerer Winkel des Galionsknies, wodurch die Spitze des Galion mit der Galionsfigur bis an die Höhe der Oberkante des Frontschotts reichte.

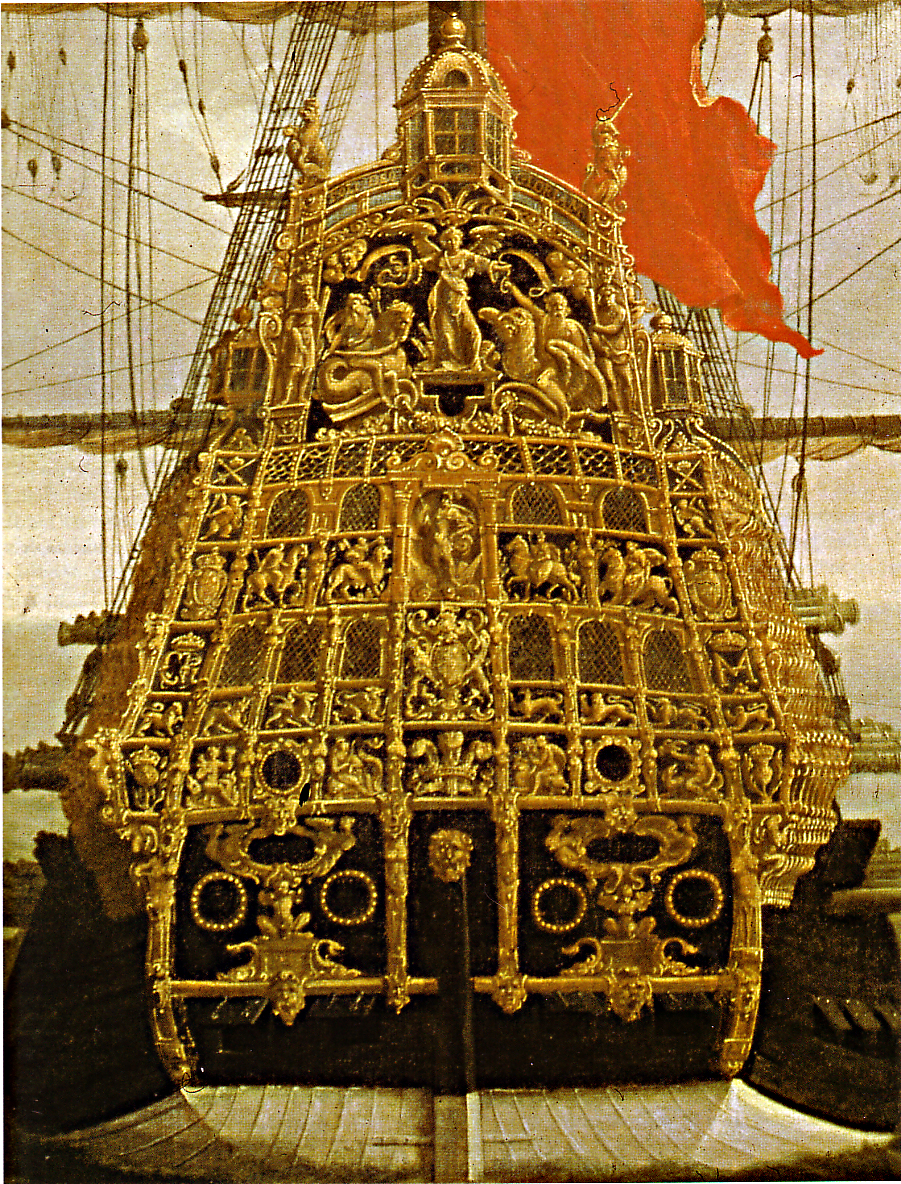
Heckspiegel der Sovereign of the Seas

## Zweiter Umbau
Die Sovereign of the Seas wurde ab 1658 in der Marinewerft von Chatham unter Leitung von Schiffbaumeister Capt. John Taylor erneut umgebaut. Dabei wurde die große hinderliche Hecklaterne, in der zehn Personen ohne sich zu berühren Platz fanden, durch drei kleinere, zu dieser Zeit übliche Hecklaternen ersetzt. Die eher hinderlichen Katzengänge, balkonartige Verlängerungen der Seitentaschen in Richtung Bug, verschwanden. Dadurch konnten am Achterdeck weitere Stückpforten in das Schanzkleid geschnitten werden, sodass die Anzahl der Geschütze im Achterdeck von drei auf sieben je Seite erhöht wurde. 1660 lief die Sovereign of the Seas erneut vom Stapel und wurde von Charles II. Stuart, dem Sohn von Charles I., in Royal Sovereign umbenannt.

## Dritter Umbau, Zerstörung und Neubau
1684 erfolgte eine neuerliche Wiederinstandsetzung des Schiffes, das durch die Seegefechte in den drei holländisch-englischen Seekriegen nicht mehr in bestem Zustand war, durch Robert Lee, ebenfalls in der Werft von Chatham. Bei diesem Umbau wurde das Heck der Royal Sovereign, dem neuen, ab 1677 eingeführten Heckdesign der englischen Kriegsschiffe angepasst und die Galionsfigur, die bis dahin einen Reiter darstellte, durch einen Löwen ersetzt.
Obwohl dieses Schiff alle Vorzüge eines hervorragenden Kriegsschiffes besaß, wurde es erst nach den letzten Umbauten 1684, in den Seegefechten von Beachy Head und Barfleur als Flaggschiff eingesetzt. Der Grund dafür lag möglicherweise darin, dass das Schiff vorher im Heckbereich zu schmal und somit zu wenig komfortabel für hohe Offiziere war.
Bei den 1696 neuerlich durchgeführten Umbauten kam es dann zu einem Brand durch eine Kerze, bei dem das Schiff bis zur Wasserlinie zerstört wurde. Trotzdem wurde es nicht aus den Schiffslisten gestrichen. Stattdessen wurde aus den Resten ein neues Schiff gebaut, das aber als rebuilt bezeichnet, als Umbau für den Etat geführt wurde. Dies war ein bekannter Trick, um die vom Parlament kontrollierten Etats der Marine auszunutzen. Diese neue Royal Sovereign war bis 1768 in Dienst und wurde dann abgewrackt.
Die Abbildung zeigt einen zeitgenössischen Stich des Schiffs von J. Payne.

## Taktisch-technische Daten
- Kriegsschiff 1. Ranges
- Kiellänge 1637: 127 ft (38,7 m)
- Länge im Kanonendeck: 167 Fuß 9 Zoll (51,1 m)
- Länge über alles: 71 Meter
- Größte Breite: gemessen an der Außenseite der Beplankung am Hauptspant 47 Fuß 10 Zoll (14,6 m)
- Tiefe im Raum: 19 Fuß 2 Zoll (5,8 m)
- Rumpfgewicht 1637: 1522 t
- Rumpfgewicht 1660: 1545 t
- Rumpfgewicht 1684: 1605 t
- Besatzung: ca. 800 Mann
- Bewaffnung: 104 Kanonen

## Das Modell
Wie von vielen englischen Segelkriegsschiffen des 17. Jahrhunderts, existiert auch von der Sovereign of the Seas kein Originalmodell mehr.
Um 1830 ließ Sir Robert Seppings, Schiffbaumeister und zu diesem Zeitpunkt Marineinspektor, ein Modell anfertigen. Als Vorlage dienten der zeitgenössische Stich von Payne und die Hauptabmessungen. Von diesem Modell, das sich im National Maritime Museum in Greenwich befindet, gibt es auch einen Plan mit Spantriss, Linienriss und der sehr aufwendigen Dekoration des Schiffes. Das Problem bei dem Modell und folglich auch bei dem Plan ist die Tatsache, dass der Heckspiegel nicht mit jenem des zeitgenössischen Gemäldes „Peter Pett and the Sovereign of the Seas“ übereinstimmt. Es ist erwiesen, dass dieses Gemälde das Originalschiff zeigt – mit seiner außergewöhnlichen Dekoration, die den Zweck hatte, Karl I. als Beherrscher der Meere zu deklarieren.

## Galerie

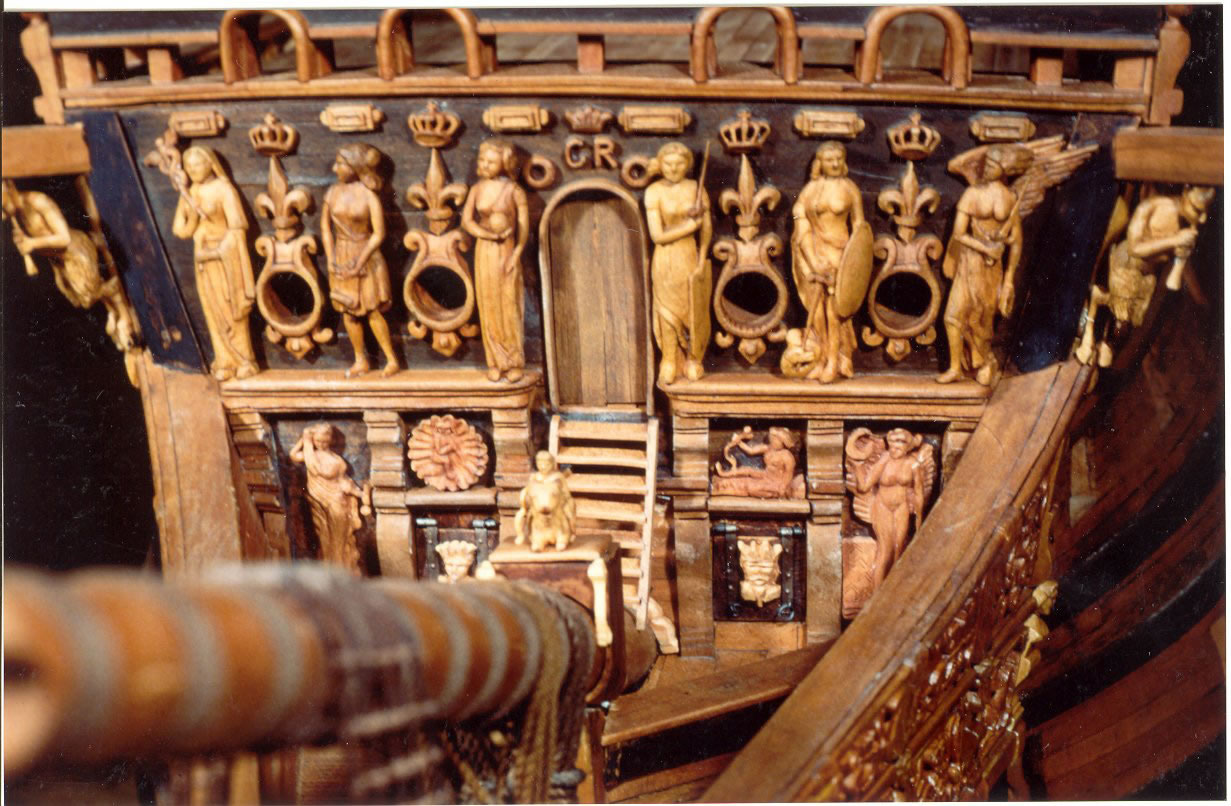
Schnitzereien am Bugschott
Heck der Sovereign of the Seas von Wolfgang Rotter
Seitenansicht der Sovereign of the Seas von Wolfgang Rotter

## Weiterführende Literatur
- Hendrik Busmann: Sovereign of the Seas. Die Skulpturen des britischen Königsschiffes von 1637 (= Schriften des Deutschen Schiffahrtsmuseums. Bd. 54). Convent, Hamburg 2002, ISBN 3-934613-19-5 (Zugleich: Köln, Universität, Dissertation, 1998).
- Frank Fox: Great Ships. The Battle Fleet of King Charles II. Conway Maritime Press, Greenwich 1980, ISBN 0-85177-166-1.
- Brian Lavery: The Ship of the Line. Band 1: The development of the battlefleet, 1650–1850. Conway Maritime Press, London 2003, ISBN 0-85177-252-8.
- Brian Lavery, Simon Stevens: Ship Models. Their Purposes and Development from 1650 to the Present. Press of Sail Publications, Rotherfield 1995, ISBN 0-948864-33-8.